# Bilisht
Bilisht este un oraș din Albania cu o populație de 12.000 locuitori, situat în sud-estul țării, la 9 km de granița cu Grecia. Echipa de fotbal a orașului este Bilisht Sporti.